# Faedo (Włochy)
Faedo (niem. Pfaid) – miejscowość i gmina we Włoszech, w regionie Trydent-Górna Adyga, w prowincji Trydent.
Według danych na rok 2004 gminę zamieszkiwały 554 osoby, 55,4 os./km².